# Gruß an Kiel
Der Marsch Gruß an Kiel (Armeemarsch II, 158 und Heeresmarsch II, 130) wurde 1864 vom sächsischen Militärmusiker Friedrich Spohr komponiert.

## Historie

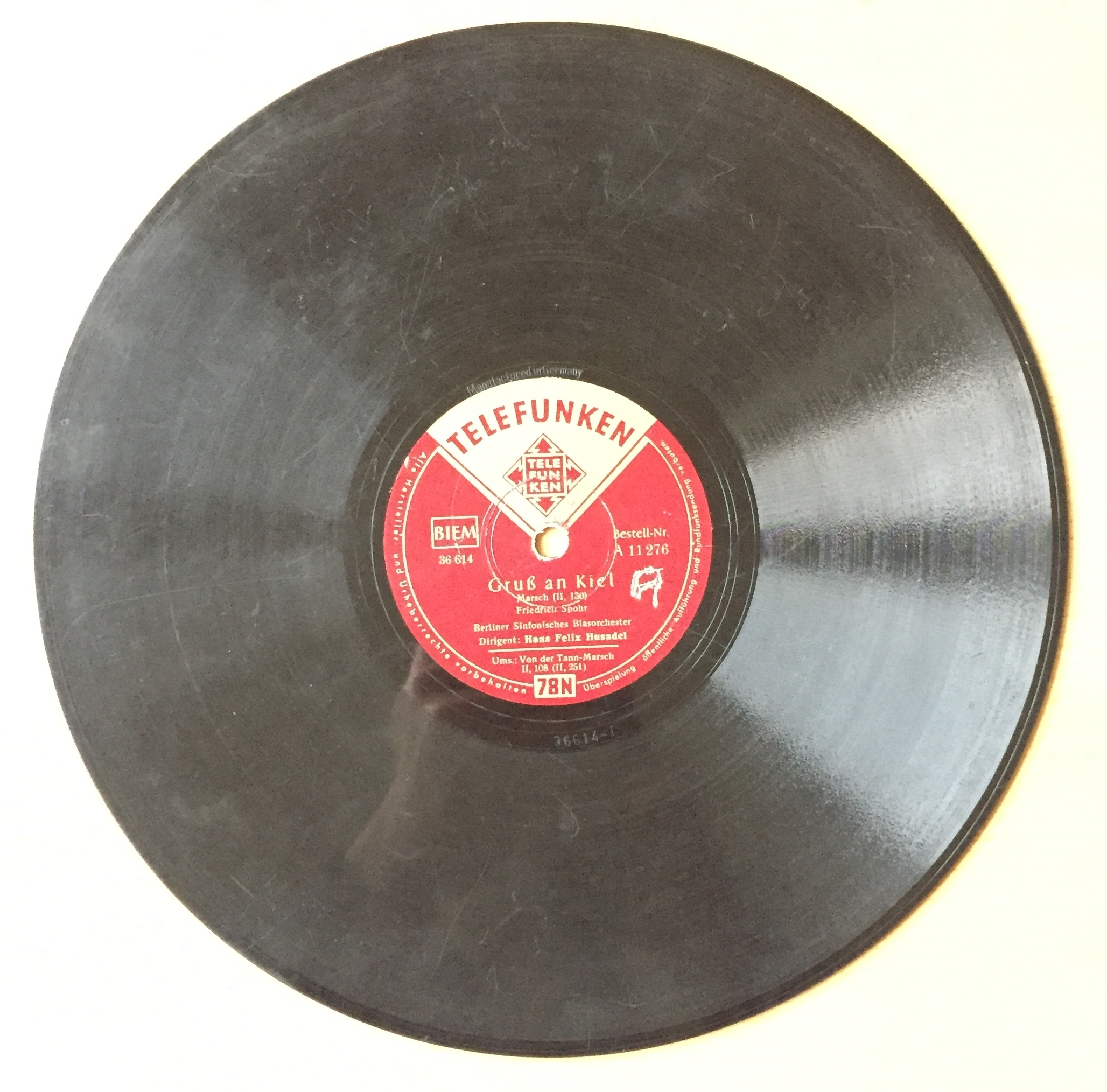
Schellackplatte von Telefunken

Im Zuge der Bundesexekution gegen die Herzogtümer Holstein und Lauenburg von 1863, auf welche dann der Deutsch-Dänische Krieg folgte, hatte auch das Königreich Sachsen ein Kontingent nach Norden verlegt, um die Herzogtümer Holstein und Lauenburg zu besetzen. Mit diesen Truppen marschierte Spohr am 29. Dezember 1863 in die Hauptstadt Holsteins Kiel ein. In Erinnerung daran hat Spohr den Marsch komponiert.
„Gruß an Kiel“ war der Parademarsch des 3. Königlich-Sächsischen Infanterieregiments Nr. 102, Zittau, des 6. Königlich-Sächsischen Infanterieregiment Nr. 105, Straßburg, des 16. Königlich-Sächsischen Infanterieregiment Nr. 182, Freiberg, und des III. Bataillon des 10. Infanterieregiments der Reichswehr, Dresden.
Aufgrund seines Titels wurde „Gruß an Kiel“ später schnell zu einem populären Marinemarsch, vor allem, als ab 1890 unter Kaiser Wilhelm II. der massive Ausbau der deutschen Flotte einsetzte. In der Rolle als Aushängeschild der Teilstreitkraft Marine ist der Marsch heute auch international bekannt geworden. In Deutschland wird er oft zum Gruß an ein- oder auslaufende Kriegsschiffe gespielt. „Gruß an Kiel“ erklang beim Stab des Wehrbereichskommandos I sowie dem Marineabschnittskommando Nord als Truppenmarsch.
In der Schweiz ist der Marsch auch als „Zofinger Marsch“ bekannt (benannt nach Zofingen im Kanton Aargau). Ein Detail macht jedoch den Zofinger Marsch bei Einheimischen erst zu demselben: bei einem echten Zofinger Marsch kommen im Unterschied zum „Gruß an Kiel“ zusätzlich Tambouren zum Einsatz.

## Trivia
- Im unterfränkischen Oberaltertheim wird der Marsch während der Kirchweih als Kerwemarsch gespielt.[3]